# Hulda Autenrieth-Gander
Hulda Autenrieth-Gander (Bazel, 23 augustus 1913 - Rüschlikon, 24 juni 2006) was een Zwitserse feministe.

## Biografie

### Afkomst en opleiding
Hulda Autenrieth-Gander was een dochter van Adolf Gander. Ze was getrouwd met Fritz Edward Autenrieth, een advocaat. Ze studeerde rechten aan de Universiteit van Zürich en de Universiteit van Bern en behaalde in 1937 een doctoraat.

### Feministe
Autenrieth-Gander werd auditeur bij de districtsrechtbank van Horgen. Vanaf 1944 was ze lid van het bestuur en later, van 1954 tot 1974, ook voorzitster van de Zürcher Frauenzentrale. Van 1960 tot 1974 vertegenwoordigde ze de Bund Schweizerischer Frauenorganisationen in de Permanente Commissie voor het Wegverkeer. In 1975 was ze betrokken bij de organisatie van het congres voor de vrouwenbelangen. Ze verdedigde de gelijkheid van kansen tussen mannen en vrouwen inzake onderwijs en opleidingen, bepleitte een herziening van het Zwitsers Burgerlijk Wetboek en zette zich in voor de invoering van het vrouwenstemrecht in Zwitserland.
In 1954 richtte Autenrieth-Gander de Aktionsgemeinschaft für Konsumentenschutz op en in 1961 de Konsumentinnenforum der deutschen Schweiz und des Kanton Tessin, twee consumentenorganisaties. In 1967 was ze de eerste vrouw die werd verkozen als lid van de kerkraad van het kanton Zürich.
- Gemeinsame Normdatei: 125045611
- Historisch woordenboek van Zwitserland: 009265
- International Standard Name Identifier: 0000 0000 7998 4794
- Virtual International Authority File: 60033320
- WorldCat: E39PBJbM8y9dKKb4jCb7d7y68C